# Ingeborg Bronsart von Schellendorf
Ingeborg Maria Wilhelmina Bronsart von Schellendorf, född Starck 24 augusti 1840 i Sankt Petersburg, död 17 juni 1913 i München, var en finlandssvensk-tysk tonsättare. Hon var känd under namnet Ingeborg von Bronsart, det namn med vilket hon signerade sin privata korrespondens.

## Karriär
Ingeborg von Bronsart var dotter till hovsadelmakarmästaren Otto Wilhelm Starck och Margareta Elisabeth Åkerman. Vid dotterns födelse var de bosatta i Sankt Petersburg. Hon fick undervisning i piano av Nicolas von Martinoff och Adolf Henselt samt i komposition av Konstantin Decker samt avslutade sin utbildning i Weimar hos Franz Liszt som sade att "Elle joue comme un volcan". 1861 gifte hon sig med pianisten och dirigenten Hans Bronsart von Schellendorf som kom från en ansedd preussisk officersfamilj. Ingeborg von Bronsart turnerade med framgång som pianovirtuos i Europa, men när hennes man blev utnämnd till intendent vid Hovteatern i Hannover 1867, fick hon avstå från sin konsertverksamhet och hon ägnade sig mera åt komponerandet. När hon fick framgångar för sina första operor hotade hennes man med skilsmässa om hon inte avstod från sin konstnärliga aktivitet. von Bronsart fortsatte dock sitt komponerande om än något mera tillbakadraget och makarna fortsatte att vara gifta. De fick två barn, Clara (1864–1929) och Fritz (1868–1918).
von Bronsart representerade Tyskland i Women's Exposition vid Columbian Exposition 1893. Utställningen inleddes med hennes Kaiser Wilhelm Marsch. Ingeborg von Bronsart är Tysklands första stora tyska kvinnliga musikdramatiska tonsättare och har förutom sina fyra operor komponerat en stor mängd vokal- och pianomusik samt orkester- och kammarmusikverk.
von Bronsart umgicks med berömdheter som violinisten Joseph Joachim, dirigenten Hans von Bülow, tonsättarna Gioacchino Rossini, Daniel Auber och Richard Wagner och hon har en prominent ställning i biografiska antologier från andra delen av 1800-talet.

## Verk

### Operor
- Die Göttin von Sais oder Linas und Liane, idyllisk opera i tre akter (1867) [notmaterialet förkommet]
- Jery und Bätely, sångspel i en akt (1873)
- Hiarne, förspel och tre akter (1891)
- Die Sühne, tragedi i en akt med libretto av Theodor Körner (1909)

### Orkester- och kammarmusik
- Pianokonsert i f-moll (före 1863) [förkommen]
- Kaiser-Wilhelm-Marsch (1872)
- Romanze i a-moll för violin och piano (1873)
- Notturno i a-moll för cello och piano, op. 13 (1879)
- Elegie i C-dur för cello och piano, op. 14 (1879)
- Romanze i H-dur för cello och piano, op. 15 (1879)
- Phantasie för violin och piano, op. 21 (1891)

### Pianomusik
- Trois études (1855)
- Nocturne (1855)
- Tarantella (1855)
- Fuge über die Namen Maria und Martha (von Sabinin) (1859)
- Fugen (1859)
- Variationen über Themen von Bach (1859)
- Variationen (1859)
- Toccaten (1859)
- Sonata (1859)
- Kaiser Wilhelm March (1871)
- Vier Clavierstücke (1874)
- Phantasie i giss-moll, op. 18 (1891)
- Valse Caprice (1891)
- Impromptu (1891)

### Vokalmusik
- Die Loreley till text av Heinrich Heine (1865)
- Und ob der holde Tag vergangen till text av Theodor Storm (1870)
- Drei Lieder till texter av A. Dunker, E. Neubauer och H. Zeise (1871)
- Drei Lieder till texter av Heinrich Heine och O. Roquette (1872)
- Fünf Lieder till texter av Johann Wolfgang von Goethe, August von Platen och Friedrich Rückert (1878)
- Sechs Lieder des Mirza Schaffy, op. 8, till text av Friedrich von Bodenstedt (1879)
- Hafisa, Drei Lieder des Mirza Schaffy, op. 9, till text av Friedrich von Bodenstedt (1879)
- Sechs Gedichte, op. 10, till text av Friedrich von Bodenstedt (1879)
- Fünf Weihnachtslieder, op. 11, till text av Otto Jacobi (1880)
- Fünf Gedichte, op. 12, till text av Friedrich von Bodenstedt (1880)
- Wie dich die Luft umscherzt (1880)
- Röslein auf Haiden till text av Richard Voss (ca 1880)
- Fünf Gedichte, op. 16, till text av Ernst von Wildenbruch (1882)
- Zwölf Kinderreime, op. 17, till text av Klaus Groth (1882)
- Sechs Gedichte, op. 20, till text av Michail Lermontov (1891)
- Drei Gedichte, op. 22, till text av Peter Cornelius (1891)
- Drei Lieder, op. 23, till texter av Johann Wolfgang von Goethe, Nikolaus Lenau och August von Platen (1892)
- Rappelle-toi!, op. 24, till text av Alfred de Musset (1824)
- Blumengruß till text av  Johann Wolfgang von Goethe (senast 1888)
- Im Lenz till text av Paul Heyse (1898)
- Drei Lieder, op. 25, till texter av Friedrich von Bodenstedt, Johann Wolfgang von Goethe och Heinrich Heine (1902)
- Abschied, op. 26, till text av Felix Dahn (1902)
- Lieder till text av Friedrich von Bodenstedt (ca 1903)
- Verwandlung till text av Paul Heyse (ca 1910)
- Lieder till text av Paul Heyse (1910)

### Körmusik
- Hurrah Germania! för manskör a cappella till text av Ferdinand Freiligrath (1871)
- Kennst du die rothe Rose? för blandad kör/manskör, röst och piano (1873)
- Osterlied, op. 27, för blandad kör a cappella till text av August von Platen (1903)